# Friedrich von der Pahlen
Friedrich von der Pahlen (eller Fjodor Petrovitj Pahlen, ryska Фёдор Петрович Пален), född den 2 september 1780, död den 8 januari 1863, var en rysk greve och ämbetsman. Han var son till Peter Ludwig von der Pahlen och bror till Peter von der Pahlen. 
von der Pahlen blev 1826 generalguvernör över Nya Ryssland och Bessarabien och i maj 1828 chef för den provisoriska centralförvaltningen över Moldavien och Valakiet samt var 1829 tillsammans med Orlov rysk förhandlare vid fredsslutet med Turkiet i Adrianopel.